# Франкарт, Иоганн Бальтазар
Иоганн Бальтазар Франкарт (нем. Johann Balthasar Frankart; 1712, Гамбург — 1743, Балтийское море) — немецкий художник, работавший в России, представитель Россики.

## Биография
Родился в 1712 году в Гамбурге. Учился живописи у Ганса Рундта, придворного художника дома Липпе, известного своими портретами северогерманского дворянства.
В 1737 году, в возрасте примерно 25 лет, приехал в Санкт-Петербург, где работал в качестве художника-портретиста. Упоминается в мемуарах Якоба Штелина. Упоминался современниками, как «Frankart», «Francart», «Francard»  или «Frankhart».
Проработав в Санкт-Петербурге шесть лет, заболел чахоткой, и отправился на корабле в Германию, с тем, чтобы в дальнейшем лечится в Италии, однако, скончался в Балтийском море на борту корабля.

## Портреты, исполненные Франкартом в России (1737—1743)

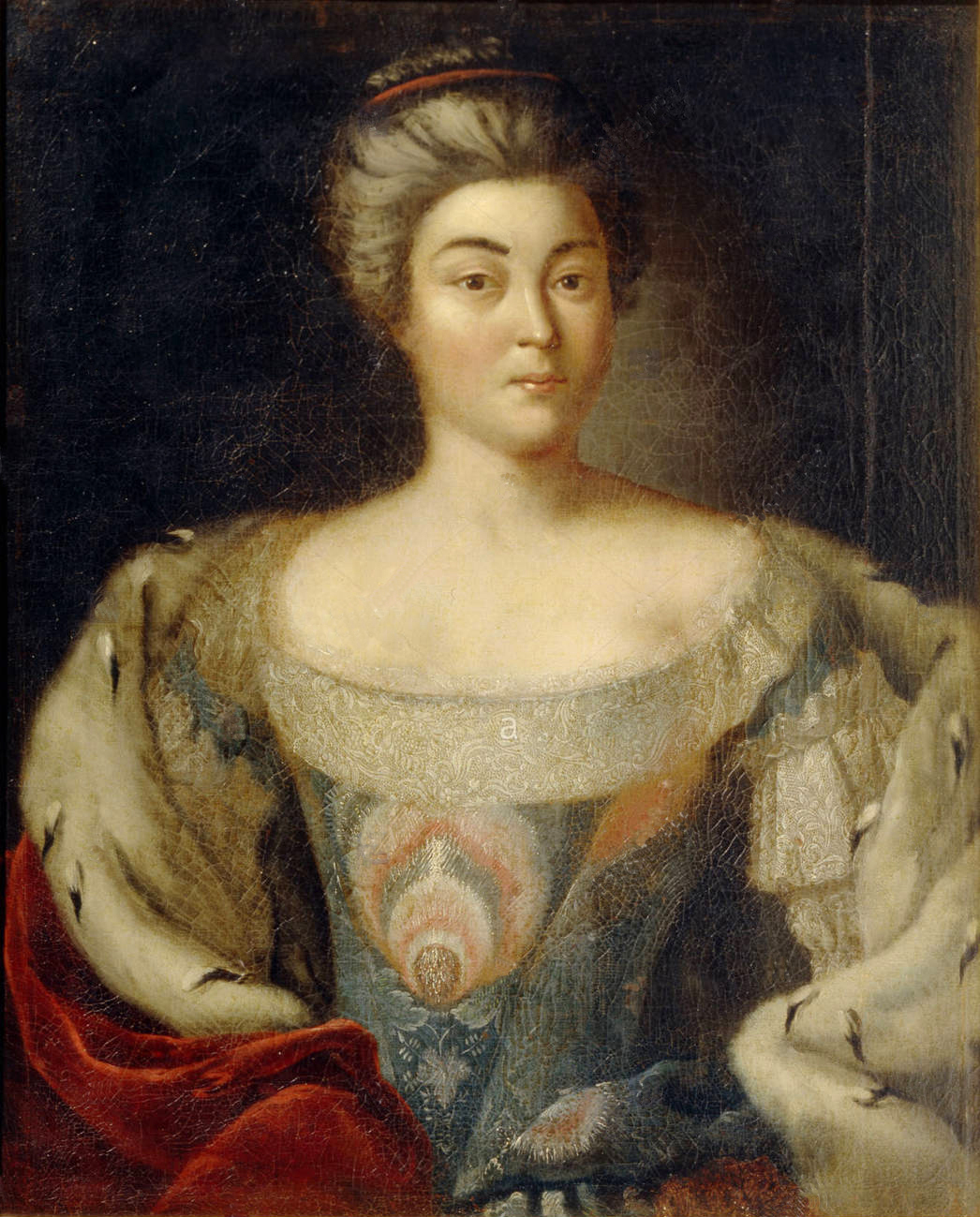
Княгиня Александра Куракина, в девичестве Панина (1711—1786)
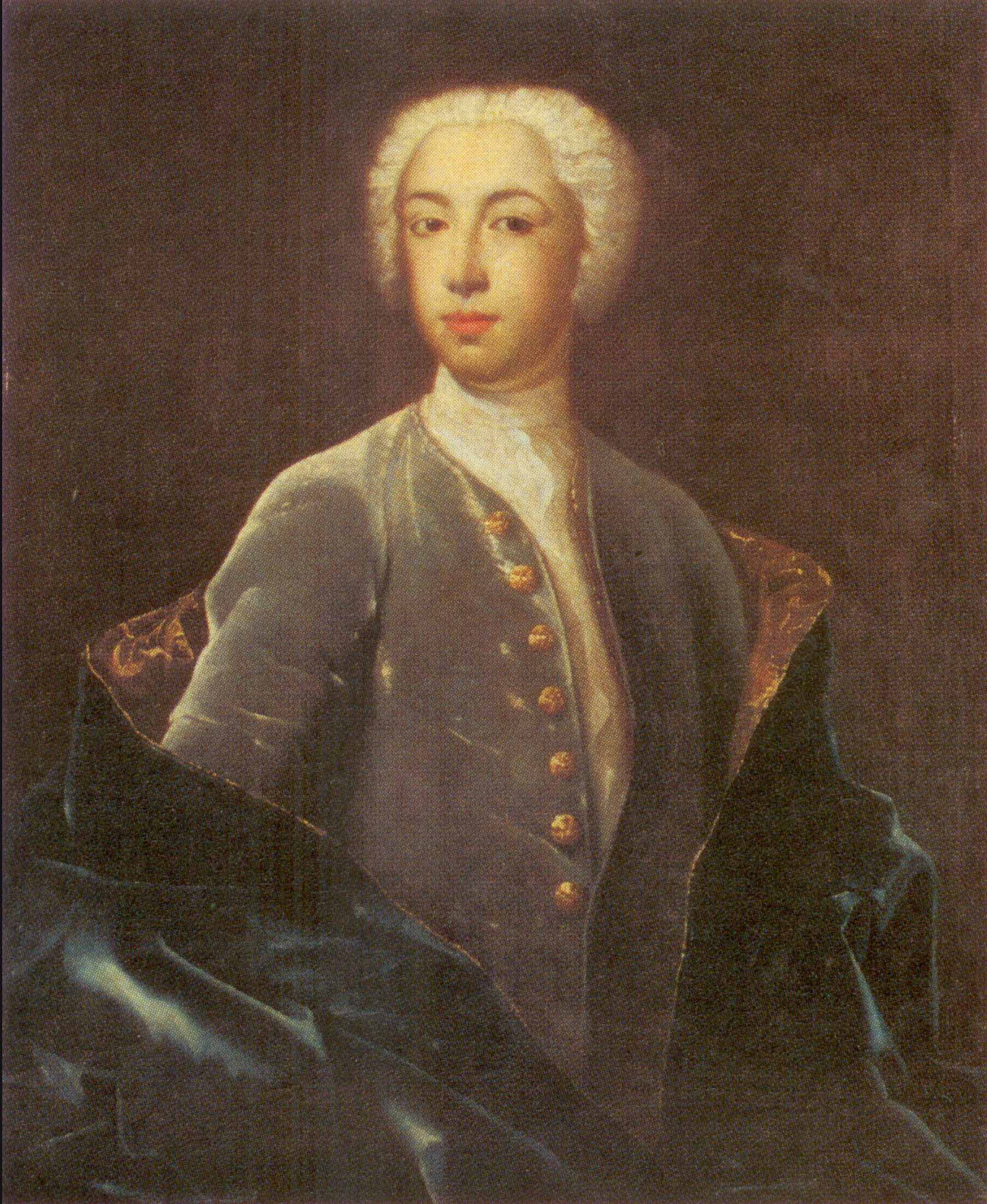
Граф Фёдор Остерман (1723—1784), Государственный исторический музей (ГИМ), Москва
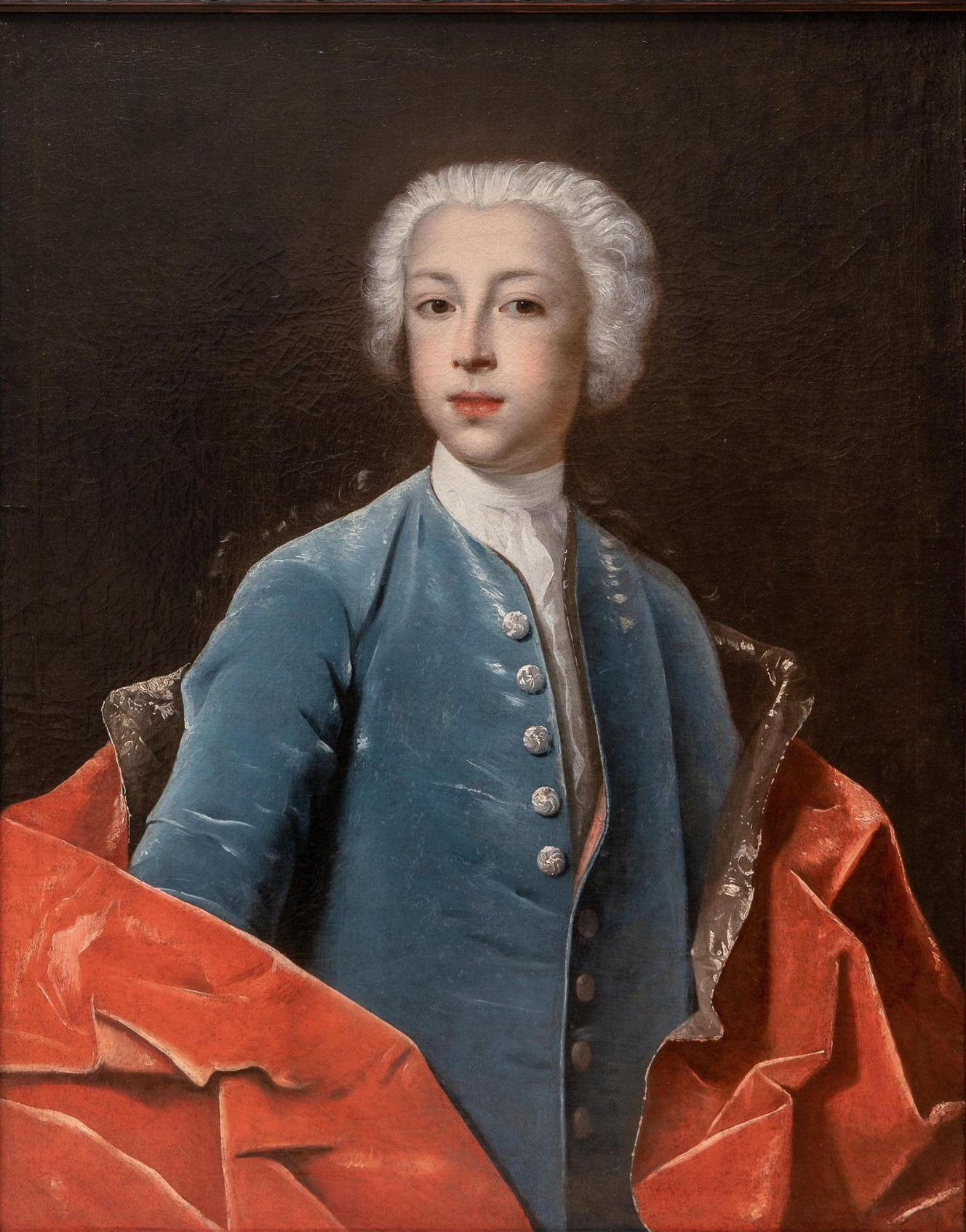
Граф Иван Остерман (1725—1811), ГИМ
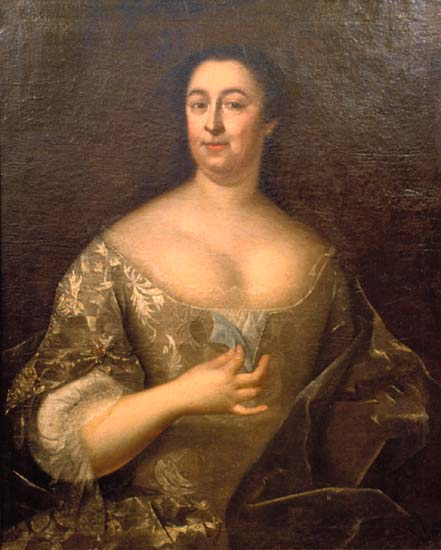
Графиня Марфа  Остерман, в девичестве Стрешнева (1698—1781), мать братьев Ивана и Фёдора Остерманов, ГИМ
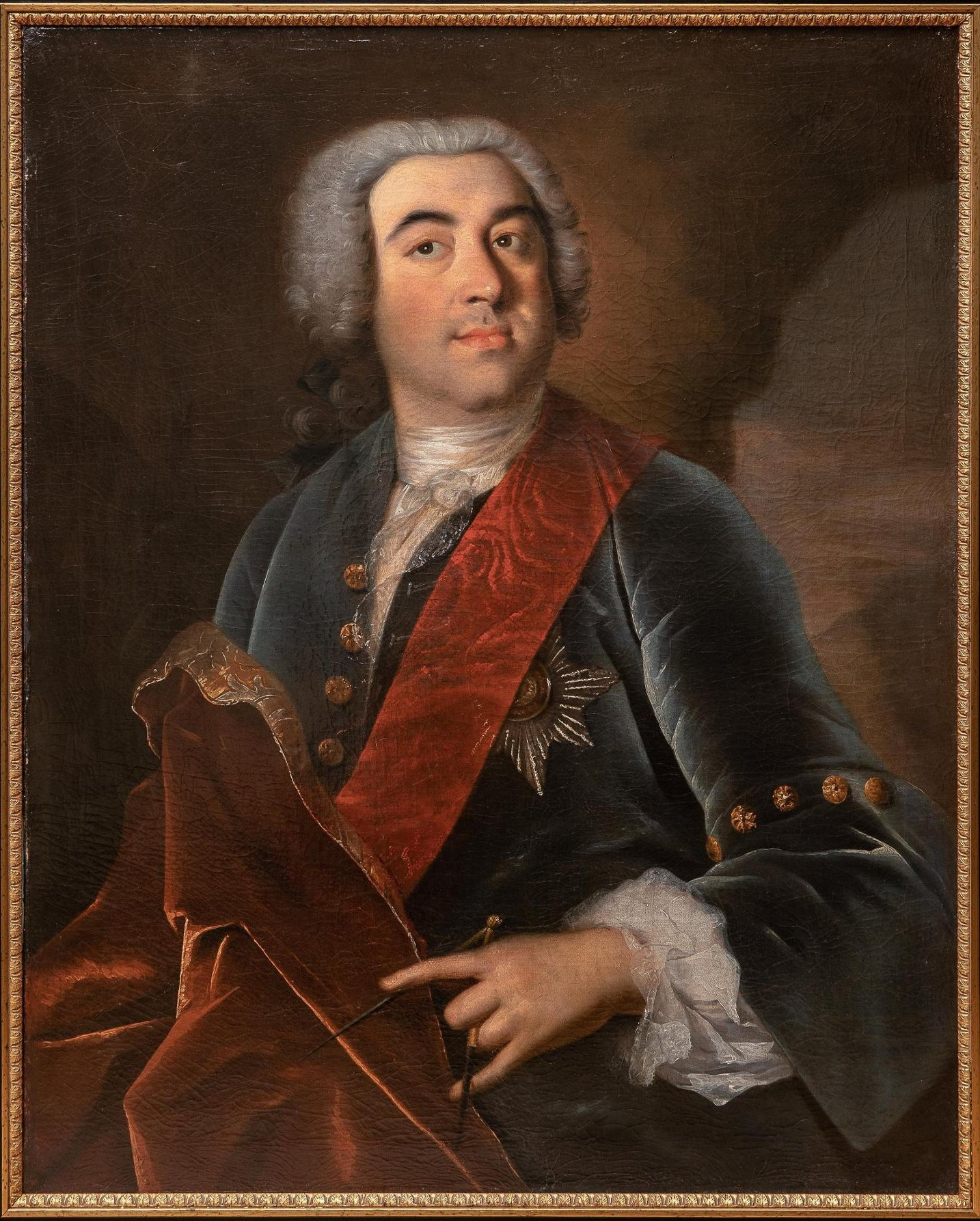
Барон Александр Строганов (1698—1754), ГИМ
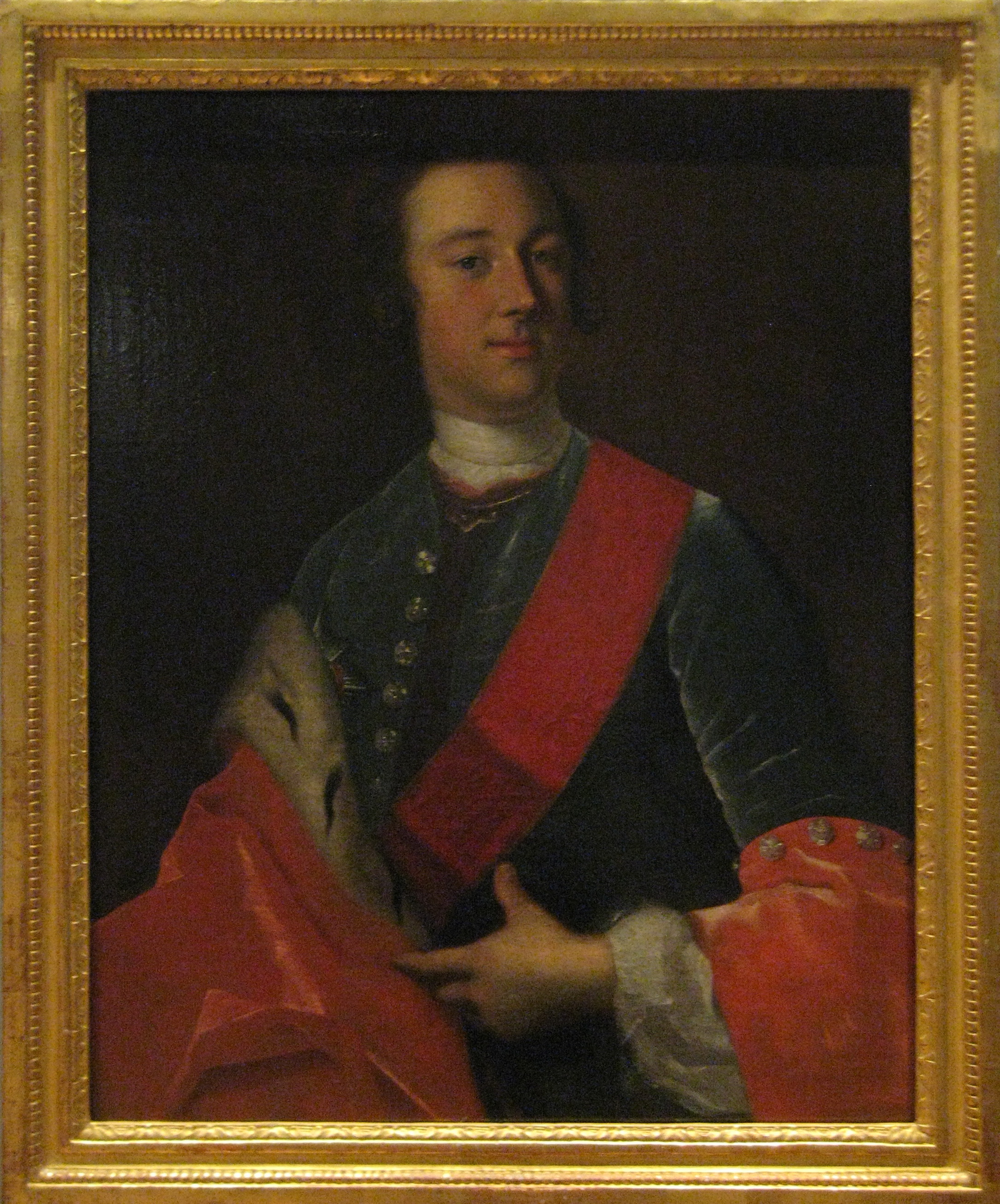
Граф Пётр Шереметев (1713—1788), Музей-усадьба Кусково.